# 田成玉
田成玉，直隸顺天府大興县人，清朝政治人物、进士出身。
康熙十二年，登进士，改庶吉士，授翰林院檢討。